# Juniper Green
Juniper Green ist eine Vorstadt von Edinburgh, der Hauptstadt Schottlands. Die Vorstadt ist neun Kilometer südwestlich der Hauptstadt gelegen. Im Osten wird Juniper Green von Colinton und im Südwesten von Currie begrenzt. Juniper Green fällt in den Verwaltungsbereich der Stadt Edinburgh. 

## Geschichte
Die frühesten kirchlichen Erwähnungen fand Juniper Green 1707. Der größte Industriezweig Juniper Greens war Papier und Schnupftabak. 2007 feierte die Stadt ihr 300-jähriges Bestehen. Anlässlich der Feierlichkeiten wurde eine Fotoreihe über die Vorstadt aufgenommen, die an die Geschichte der Stadt erinnern soll. Sie wurde später auf der Homepage des Ortes veröffentlicht. 
Heute besteht Juniper Green hauptsächlich aus Wohnungen. Außerdem verfügt der Vorort über mehrere Geschäfte, die diverse Nahrungsmittel anbieten, sowie ein Restaurant. 